# Chiesa di San Bartolomeo (Modena)
La chiesa di San Bartolomeo è un luogo di culto cattolico di Modena.

## Descrizione e storia
Sede della Compagnia del Gesù fin dal 1602, la chiesa di San Bartolomeo è una delle più grandi dell'intero territorio modenese.
L'attuale tempio fu eretto su disegno del gesuita padre Giorgio Soldati da Lugano, nel luogo ove precedentemente sorgeva l'antica chiesa parrocchiale dedicata al medesimo santo. Demolito l'angusto e obsoleto edificio, nel 1607 i gesuiti iniziarono i lavori per la costruzione della nuova chiesa, terminati definitivamente, compresa l'edificazione della torre campanaria, nel 1629.
L'imponente facciata, dalle linee grandiose, che risente del barocco borrominiano, fu eretta su disegno dell'architetto  piacentino Andrea Galluzzi.
La pianta della chiesa è a croce latina, con transetti poco sporgenti e termina con un'abside rettangolare.
L'ambiente sacro è signorile e decorato, ma privo di eccessi e presenta tre navate, sorrette da pilastri ai quali sono addossate otto semicolonne che sorreggono quattro grandi archi a tutto sesto.
Il grandioso affresco che ricopre l'intera volta a botte è opera di  Luigi Barbieri(1642-1733), discepolo di Andrea Pozzo che fu forse anche il disegnatore o ispiratore dell'opera.
Il punto preciso in cui è possibile avere una corretta visione delle misure prospettiche è segnato dal disco nero, presente all'inizio della navata centrale.
Degni di nota sono anche le numerose tele che arricchiscono l'edificio, alcune delle quali di autori rinomati, fra cui Jean Boulanger, Giacinto Brandi, Jacopino Consetti, Lorenzo Garbieri, Ludovico Lana, Aurelio Lomi, Piero Petruzzini e Giuseppe Romani.
Il maestoso altare, in finissimo marmo, è stato eseguito nel 1620 ad opera di Giovanni Battista Bassoli, Cecilio Bezi, Giovanni Battista Censori e Antonio Traeri.
Di grande effetto sono le due cantorie gemelle, intagliate e dorate, con le relative casse d'organo di dimensioni imponenti. La cantoria di sinistra è originale del XVII secolo, mentre quella di destra è stata realizzata nel 1902, in sostituzione della precedente bruciata in un incendio, nel quale andò distrutto anche il prezioso strumento opera del gesuita Willem Hermans. L'attuale strumento è opera dei fratelli Rieger e risale al 1903.